# Zollernalbkreis
Zollernalbkreis là một huyện (Landkreis) ở giữa Baden-Württemberg, Đức. Huyện này tọa lạc ở the Swabian Alb, và có độ cao cao thứ hai trong dãy núi này, Oberhohenberg cao 1011 mét. Phía đông nam huyện gần tiếp cận sông Danube.
Huyện đã được lập vào ngày 1 tháng 1 năm 1973 khi hai huyện trước đó là Balingen và Hechingen đã được hợp nhất.
Các huyện giáp ranh là (từ phía bắc theo chiều kim đồng hồ) Tübingen, Reutlingen, Sigmaringen, Tuttlingen, Rottweil và Freudenstadt.

## Xã và đô thị
| Thị trấn (Städte) | Xã (Gemeinden) |
| --- | --- |
| 1. Albstadt 2. Balingen 3. Burladingen 4. Geislingen 5. Haigerloch 6. Hechingen 7. Meßstetten 8. Ostdorf 9. Rosenfeld 10. Schömberg | 1. Bisingen 2. Bitz 3. Dautmergen 4. Dormettingen 5. Dotternhausen 6. Grosselfingen 7. Hausen am Tann 8. Jungingen 9. Nusplingen 10. Obernheim 11. Rangendingen 12. Ratshausen 13. Straßberg 14. Weilen unter den Rinnen 15. Winterlingen 16. Zimmern unter der Burg |